# Sankt Savas kyrka
Sankt Savas kyrka (serbisk kyrilliska: Храм Светог Саве; latinska: Hram Svetog Save; kyrkslaviska: Хра́мъ Свѧтого Са́ввы) är en serbisk-ortodox kyrkobyggnad belägen på Vračarplatån i Serbiens huvudstad, Belgrad.
Kyrkan är helgad åt Serbiens nationalhelgon Sankt Sava, som grundade den Serbisk-ortodoxa kyrkan och var dess första ärkebiskop. Han är en mycket viktig person i Serbiens historia. 
Kyrkan tillhör stiftet Belgrads och Karlovcis ärkebiskopsdöme. Den är även en av världens största östortodoxa kyrkor och den största på Balkan.
Vračarplatån, där kyrkan ligger, är den plats där Sankt Savas rester och reliker brändes den 27 april 1594 av den turkiska Sinan Pasha, som straff för att serberna hade rest sig i ett uppror.

## Historik

### Tävling
Till 300-årsminnet av brännandet av Sankt Savas kvarlevor år 1895, grundades Sällskapet för byggandet av Sankt Sava-kyrkan i Vračar, i syfte att uppföra denna kyrka. Det är här kyrkans historia börjar.
1905 utlystes en offentlig tävling om utformningen av kyrkprojektet. Tävlingen krävde att den skulle bland annat vara ett minnesmärke, att den skulle vara byggd i serbisk-bysantinsk stil med en inre yta på 2 000–2 500 km². Fem förslag lämnades in, som 1906 skickades till Sankt Petersburg, dåvarande Kejsardömet Ryssland, för bedömning.

### Arbetet
Arbetet gick dock långsamt och avbröts i samband med Balkankrigen och första världskriget.
År 1926 hölls en ny tävling. Tävlingens villkor var denna gången att kyrkan skulle vara byggd i moderniserad serbisk-bysantinsk stil och att den skulle kunna rymma 6 000 personer på en yta av cirka 3 000 m². 22 förslag lämnades in.
År 1930 beslutade en kommitté, ledd av Serbisk-ortodoxa kyrkans dåvarande patriark Barnabas, att ge uppdraget till arkitekterna Bogdan Nestorović och Aleksandar Deroko att utveckla ett projekt.

### Före och efter andra världskriget
Bygget påbörjades 1935, men tog stopp igen 1939 i samband med andra världskrigets utbrott och att Nazityskland började bomba Belgrad den 6 april 1941.
Sällskapet för byggandet av Sankt Sava-kyrkan i Vračar avskaffades 1948, vilket ledde till att byggandet avbröts.

### SFR Jugoslavien

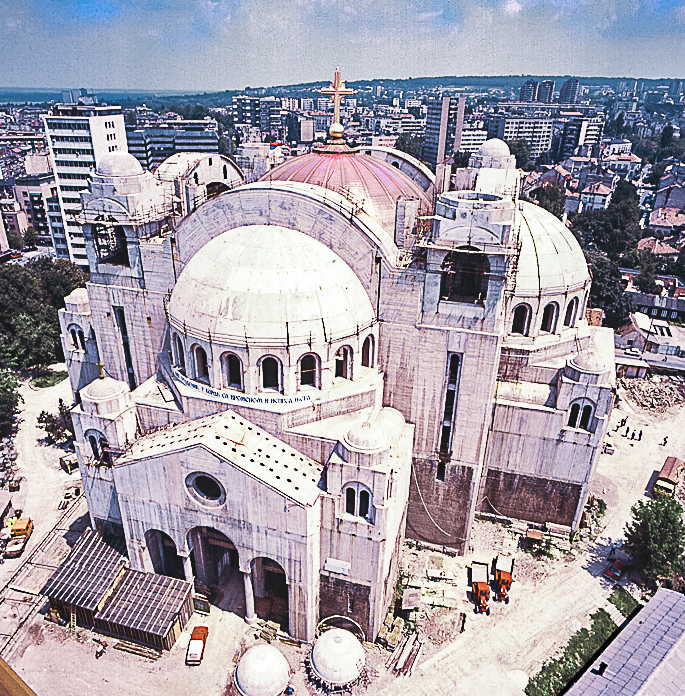
Kyrkan uder byggandet (juni 1989).

När German blev patriark för den Serbisk-ortodoxa kyrkan 1958, återupplivade han idén om att kyrkan skulle fortsätta uppföras. 1984 fick han tillstånd att fortsätta bygget, trots att Serbien (dåvarande SFR Jugoslavien) styrdes av kommunister och att den Serbisk-ortodoxa kyrkan förföljdes i landet.
I september samma år utsåg German professor och arkitekt Branko Pesic till ansvarig för byggandet. Designbyrån Studio anlitades för designarbetet och byggföretaget Rad ansvarade för byggarbetsplatsen.
Den 30 april 1985 återinvigde patriark German kyrkan. Den 12 maj 1985 ledde patriarken en liturgi i kyrkan, där det var cirka 12 000 personer inne i kyrkan, medan cirka 80 000 var utanför. Byggandet återupptogs den 12 augusti samma år, vilket också godkändes.
I samband med att de jugoslaviska krigen bröt ut 1991, blev det mindre arbete på kyrkan och 1996 tog det stopp.

### Efter Jugoslavien
Den 20 april 1999, under Natos flygbombningar, hölls en gudstjänst i kyrkan av Serbisk- och Rysk-ortodoxa kyrkans dåvarande patriarker Pavle och Aleksij II med bön om att bombningarna och lidandet skulle få ett slut.
Sällskapet för byggandet av Sankt Sava-kyrkan i Vračar återupplivades 2001, som leddes av patriark Pavle och Zoran Đinđić.
Kyrkans utsida blev färdig 2004 och samma år påbörjades arbetet med interiören. Interiören blev färdig 2020.

## Kyrkan

### Utsidan

#### Exteriören
Kyrkan, som är byggd i serbisk-bysantinsk stil, är 91 meter lång från öst till väst, och 81 meter lång från norr till söder. Den är 82 meter hög. Fasaden är gjord av vit marmor och granit medan de inre dekorationerna består av mosaik.

#### Största kupolen
Den centrala kupolen började byggas i november 1988 och var klar i februari 1999. Kupolen lyftes i maj och juni 1989, vilket tog 20 dagar. Lyftandet slutfördes den 26 juni. Den lyftes med hjälp av 16 hydrauliska kranar.
Kupolen väger 4000 ton. Den har ett 27 meter högt valv med en inre diameter på 30,5 meter och 39,5 meter på utsidan. Kupolen har 24 fönster.

#### Kors
Det största korset sitter på kyrkans största och centrala kupol och det tillverkades i fabriken Prva Iskra i april 1989, och de andra korsen av företaget Tehnokoping. Det största korset har en höjd på cirka 12 meter. På de fyra klocktornen finns kors som är 4 meter höga och på absiden finns fem kors som är 1,2 meter höga.

#### Klockor

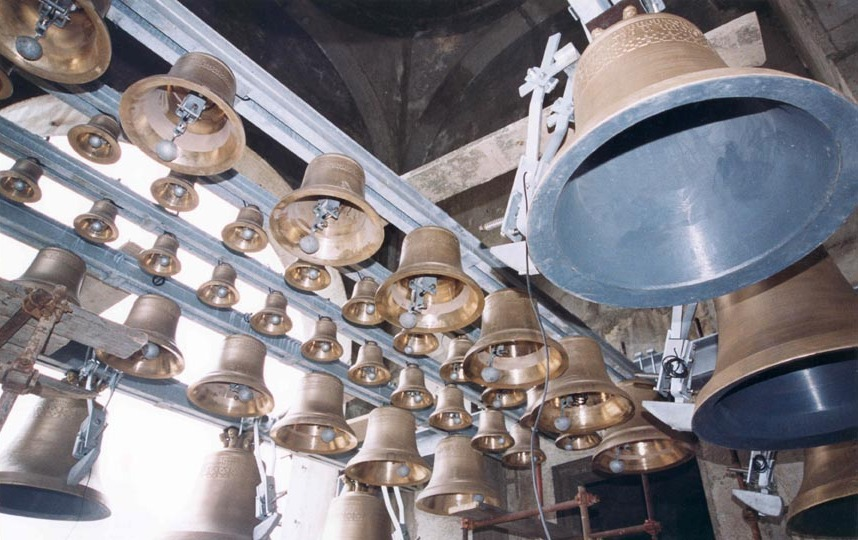
Klockspelet.

Kyrkan har 49 klockor. De fyra största är placerade i det sydvästra klocktornet och rör sig i öst-västlig riktning. De övriga 45 utgör klockspelet och är placerade i det nordvästra tornet. De första nio klockorna anlände till kyrkan den 31 oktober 2001 och de andra 40 klockorna tre veckor senare. De började installeras den 1 december 2001.
Den största klockan väger 6 128 kg och har en diameter på 204 cm. Den näst tyngsta väger 3 650 kg och den lättaste 11 kg och har en diameter 20 cm. Klockspelet har 45 klockor och väger cirka 19 000 kg. På klockorna finns texter från Bibeln och inskriptioner på kyrilliska.

### Interiör och inventarier

#### Övervåningen
Kyrkans inre höjd på 65 meter överstiger Hagia Sofia i Istanbul i Turkiet med nästan 10 meter. Kyrkan har plats för mer än 10 000 personer samtidigt. I källarvåningen finns en krypta med bland annat relikerna från Sankt Sava och den helgonförklarade Lazar Hrebeljanovićs grav.
Inne i kyrkorummet finns en stor rund taklampa som tillverkades av ryssen Nikolaj Mukhin. På golvet mellan lampans mitt finns en stjärna som symboliserar Jesu födelse och uppståndelsen till kupolen. På lampan finns flera dubbelörnar och flera personer avbildade som till exempel Jungfru Maria (Guds moder) med Jesusbarnet och Serbiens nationalhelgon Sankt Sava. Lampan hänger i kedjor och vajrar. Kedjornas längd är 42 meter.
| Kyrkans interiör på övervåningen mot ikonostasen. |  | Centrala ikonostasen. |
| Kyrkans interiör på övervåningen mot ikonostasen. |  | Centrala ikonostasen. |

På väggarna finns stora mosaiker/målningar som bland annat föreställer Jesu födelse, Jesus, Jesu liv, Jesu uppståndelse, när Jesus togs ner från korset, Jungfru Maria med Jesusbarnet, Guds moders avsomnande, ärkeänglarna Mikael och Gabriel, aposteln Johannes som skriver ned Guds ord, Johannes Döparen med sitt avhuggna huvud, Jesu apostlar, Sankt Sava och hans mor Ana Nemanjić, Sankt Nikolaus, Basileios den store, Johannes Chrysostomos, pingstdagen med mera.
I kupolen finns en målning föreställande Jesus omgiven av fyra olika änglar som ska symbolisera ett kors. Mer än 40 procent av mosaikerna i kyrkan är gjorda av guldsmalte. På den nedre delen av kupolen kan man se Jesus ansikte, Jungfru Maria, ärkeänglarna Mikael och Gabriel och Jesu apostlar. Där finns även fem korta lovsånger. De sista bitarna på mosaiken som föreställer Jesus ansikte sattes dit av serbisk-ortodoxa kyrkans dåvarande patriark Irinej, Serbiens president Aleksandar Vučić och Rysslands president Vladimir Putin.
Mosaikerna i kyrkan har tillsammans en yta på cirka 15 000 m² och mer än 600 konstnärer var med och tillverkade mosaikerna.
På den centrala ikonostasen kan man se ikoner föreställande Jesus, Jungfru Maria med Jesusbarnet, Sankt Sava, Stefan Nemanja och Jesus med sina apostlar med mera. Bakom ikonostasen finns flera delar som symboliserar till exempel Kristi Himmelfärd, himlen, Golgata, Födelsekyrkan och Treenigheten.
På bågen ovanför altaret finns en mosaik föreställande Jungfru Maria med Jesusbarnet som sitter på en tron och på väggen på vänster sida om ikonostasen finns en krucifixbild.
Inne i kyrkan finns tre plattformar där kören står och sjunger som sammanlagt rymmer 700 personer och har en yta på 1 444 m².

#### Kryptor

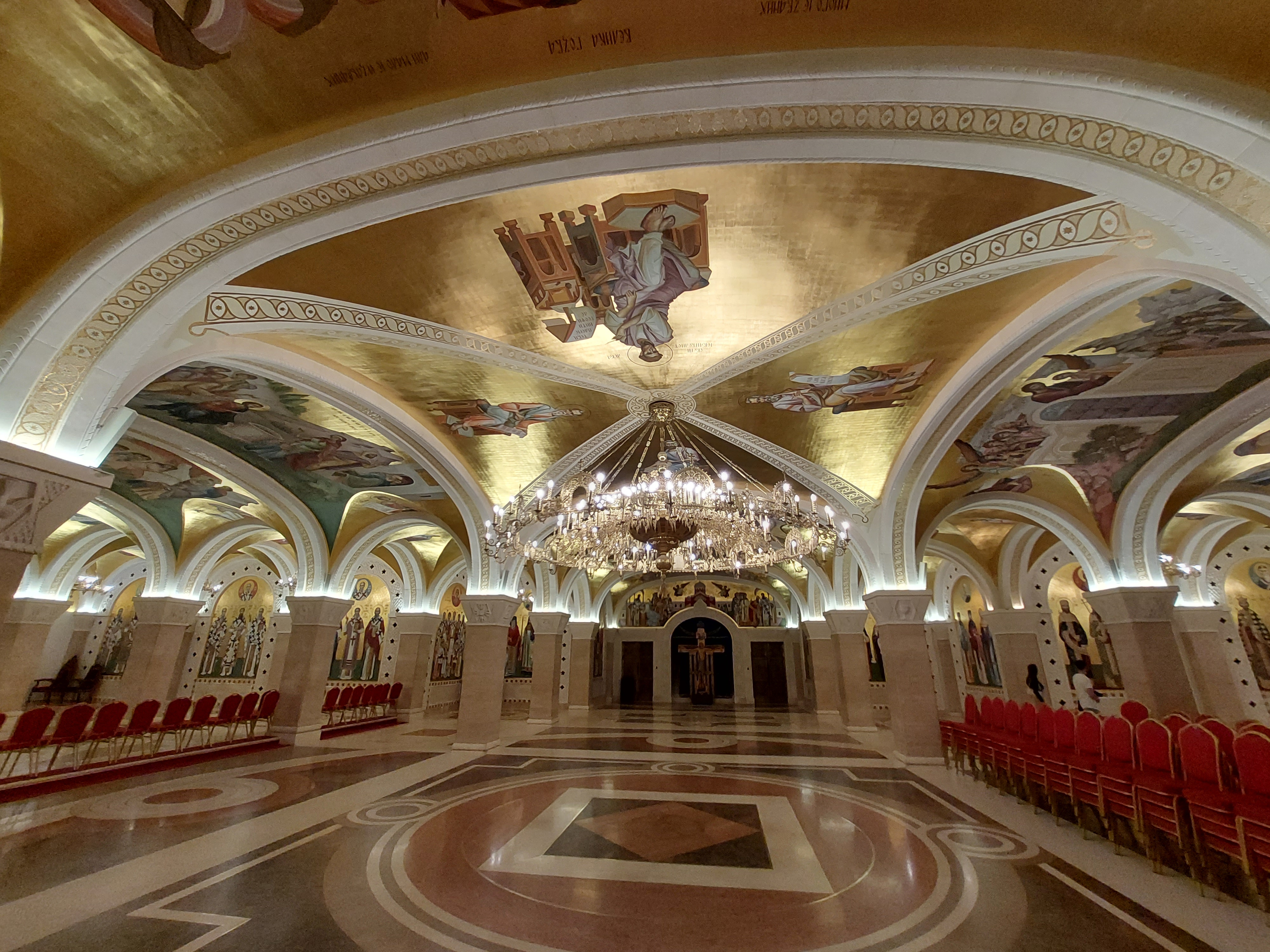
Kryptan som är helgad åt Sankt Lazar Hrebeljanović.

Den första kyptan är helgad åt Sankt Lazar Hrebeljanović och brukar därför kallas Sankt Lazar Hrebeljanovićs kyrka. Den byggdes på sex månader mellan 2001 och 2002, då 15000 m³ jord grävdes upp. Sedan 2015 har olika kulturevenemang anordnats där. Sedan 2016 har också regelbundna gudstjänster genomförts.
Inuti finns bland annat en ikonostas. En del av freskerna tillverkades genom att de lades på dukar och sedan limmades fast på väggarna. Kryptan är 2000 m² stor och ligger på 7 meters djup under marken, vilket är dubbelt så litet som den ursprungliga idén.
Bakom altaret i kryptan finns Patriarkernas krypta, ett utrymme där Serbisk-ortodoxa kyrkans framtida patriarker kommer att begravas. Den första patriarken som begravdes där var Irinej, som dog den 20 november 2020 i Covid-19.

## Turism
Förutom kyrkans religiösa funktioner brukar den locka många besökare och är också en attraktion i Belgrad. I januari 2019 besökte Rysslands president Vladimir Putin kyrkan under ett besök i Serbien.

## Övrigt
En litet stenkast bort från kyrkan finns en staty föreställande Sankt Sava och en mindre kyrka som även den är uppkallad efter honom.

## Bilder

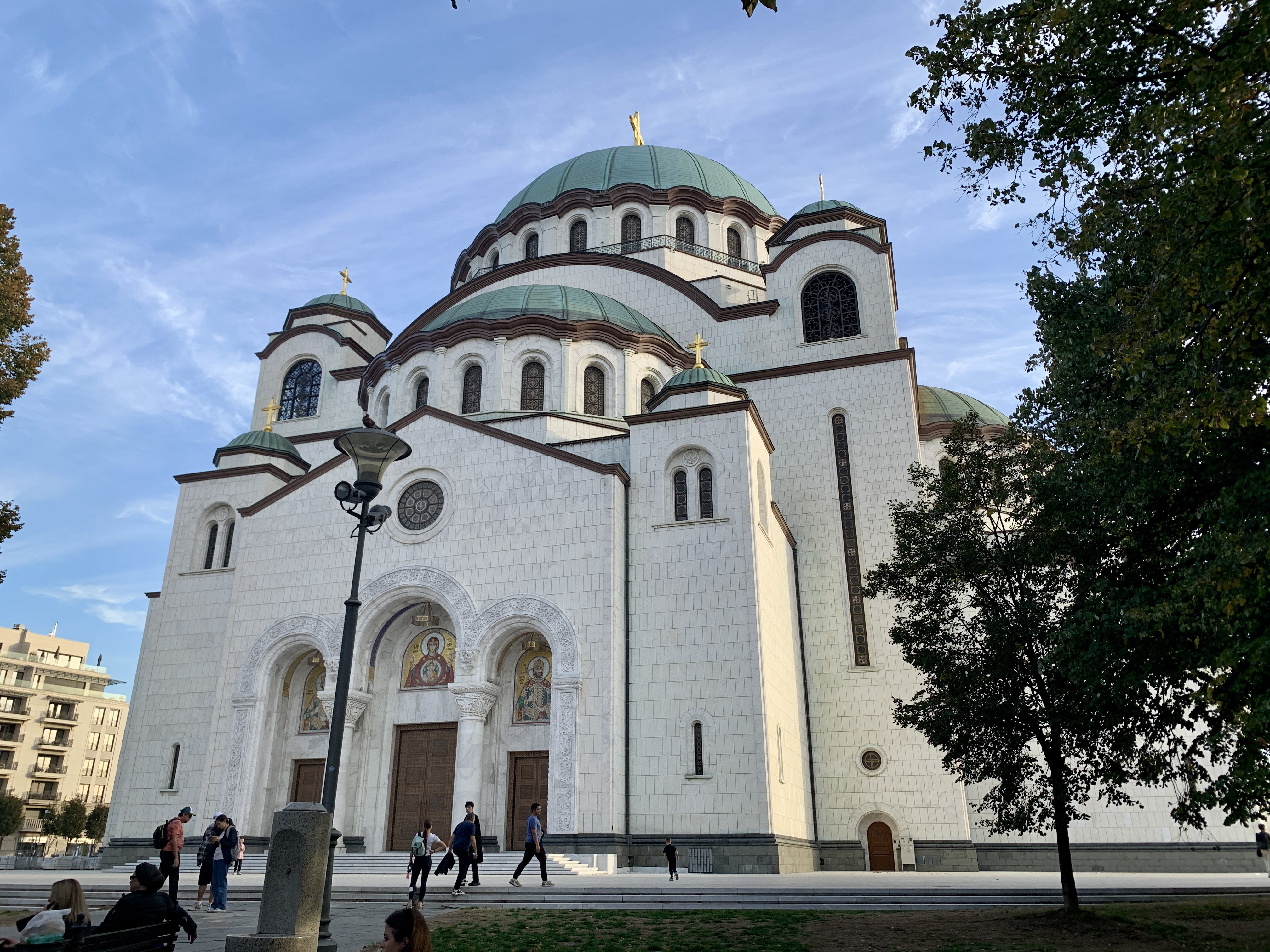
Kyrkan från en av sidorna
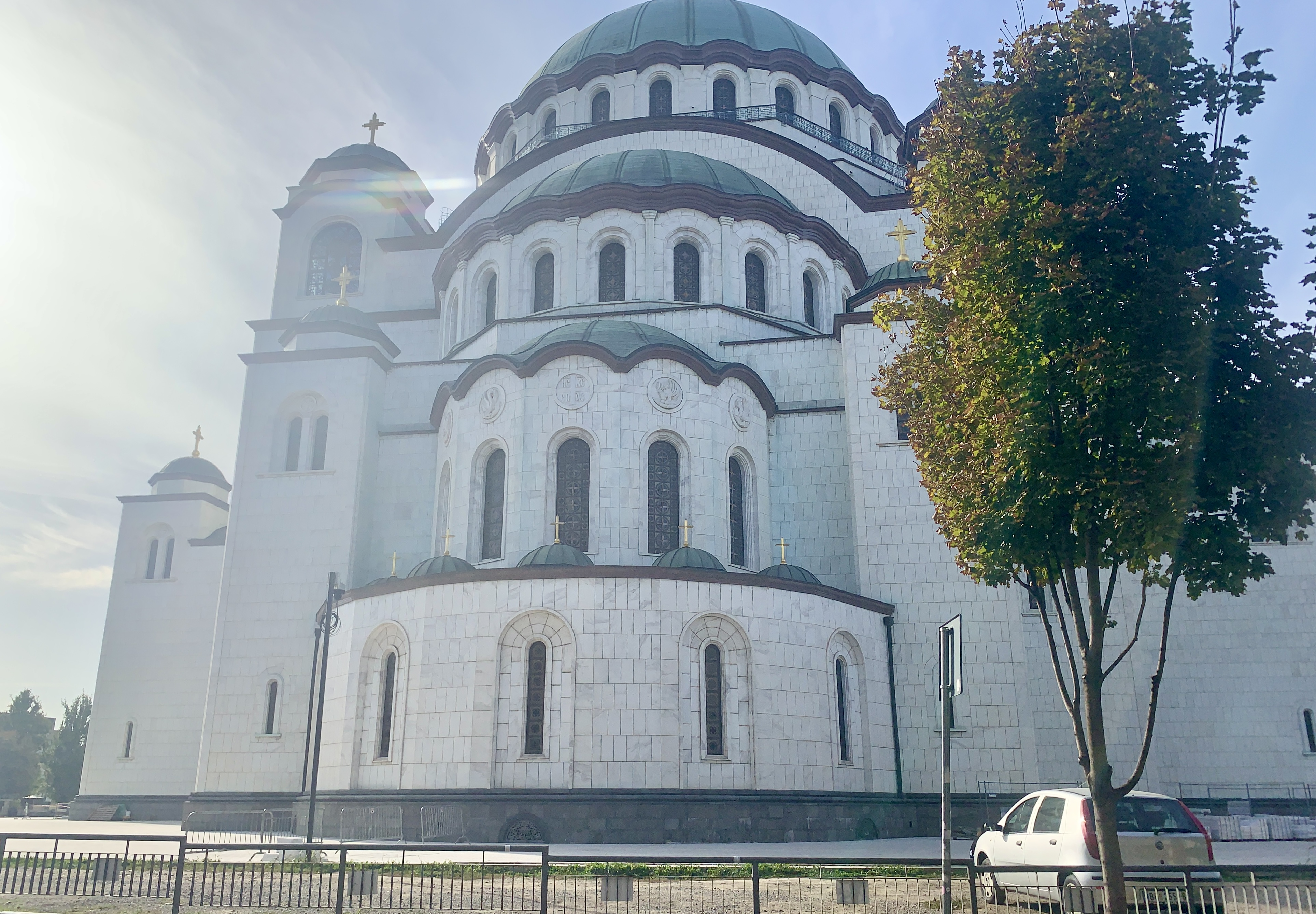
Absiden
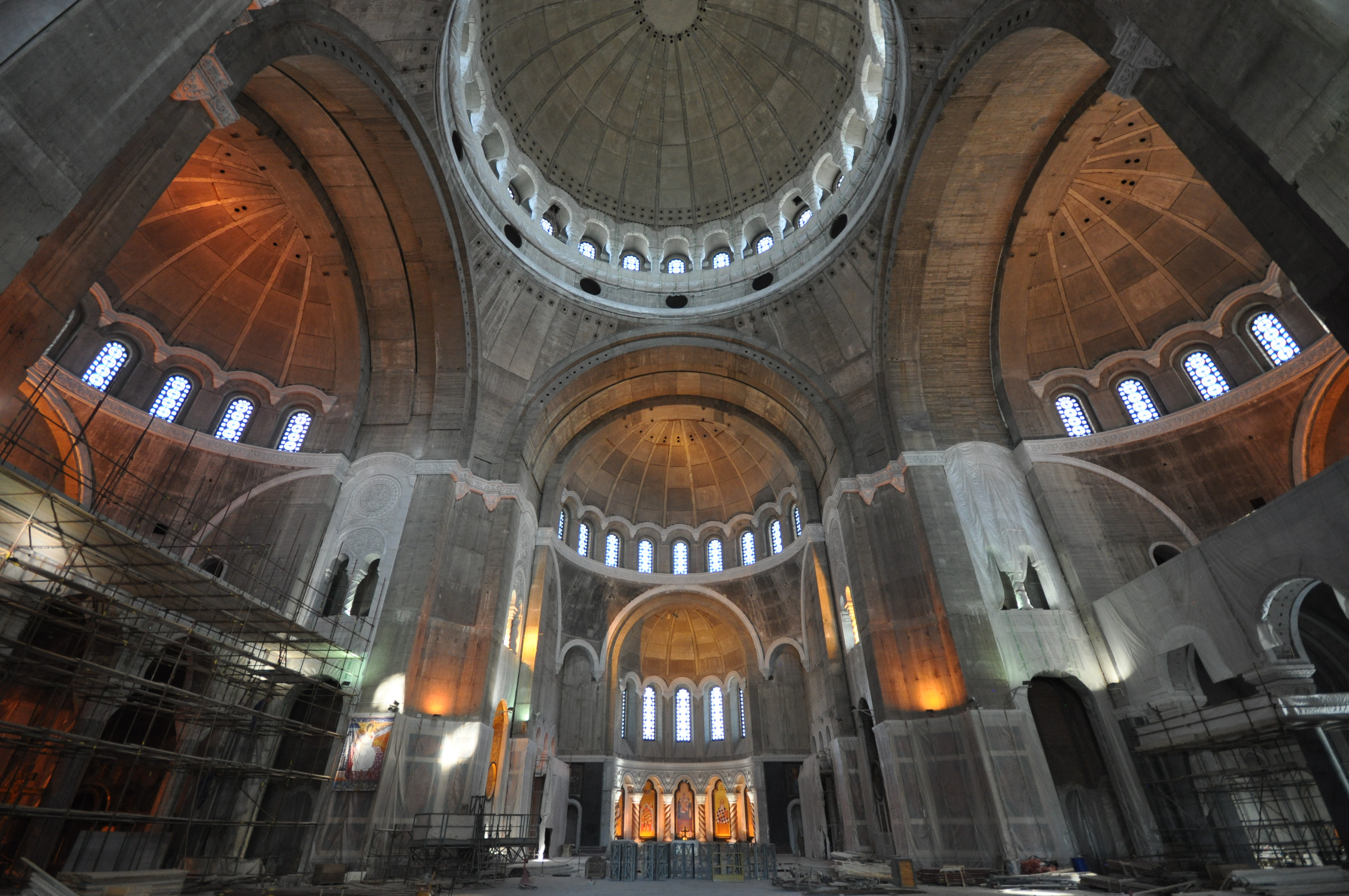
Kyrkans interiör innan målningarna
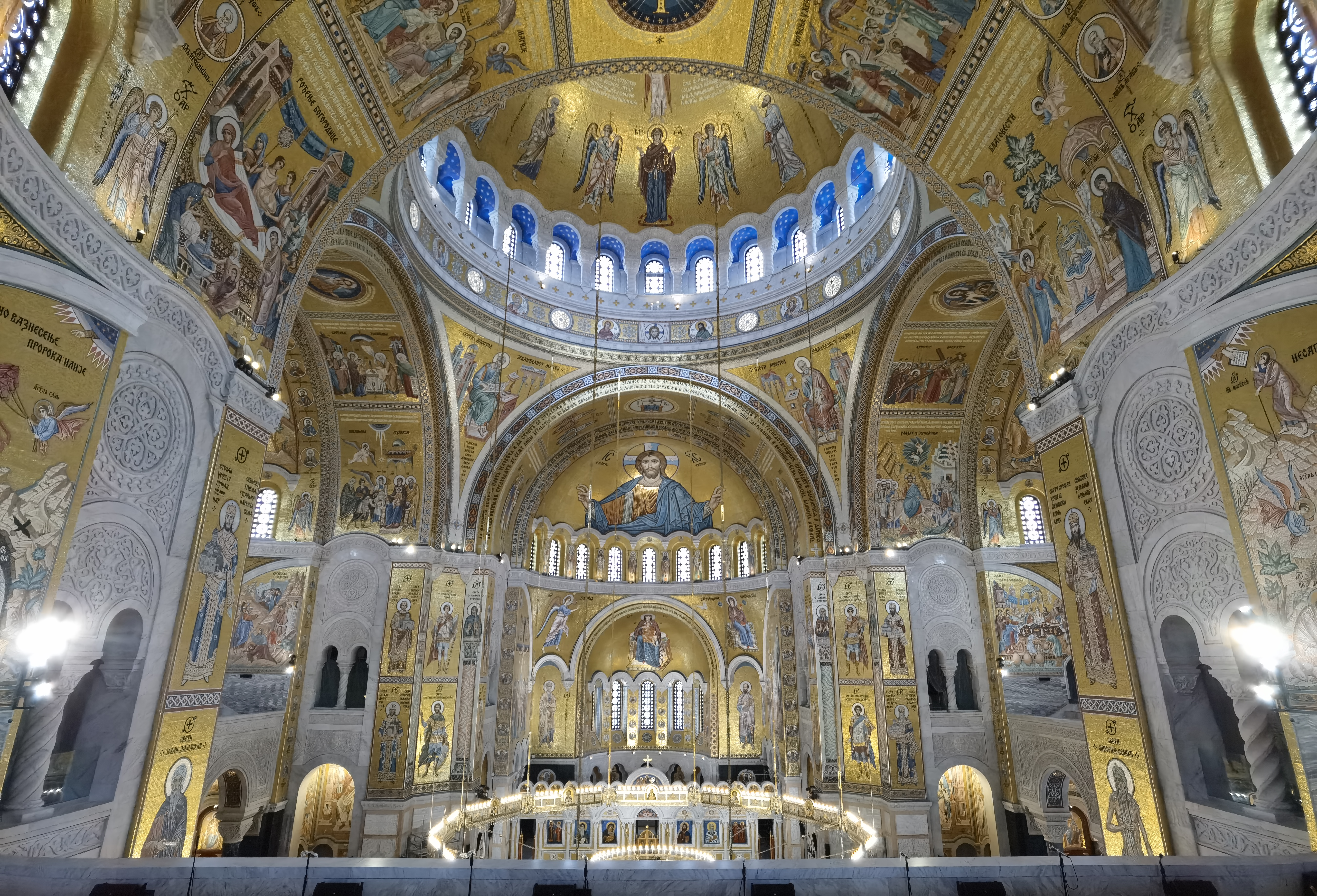
Interiören med målningarna
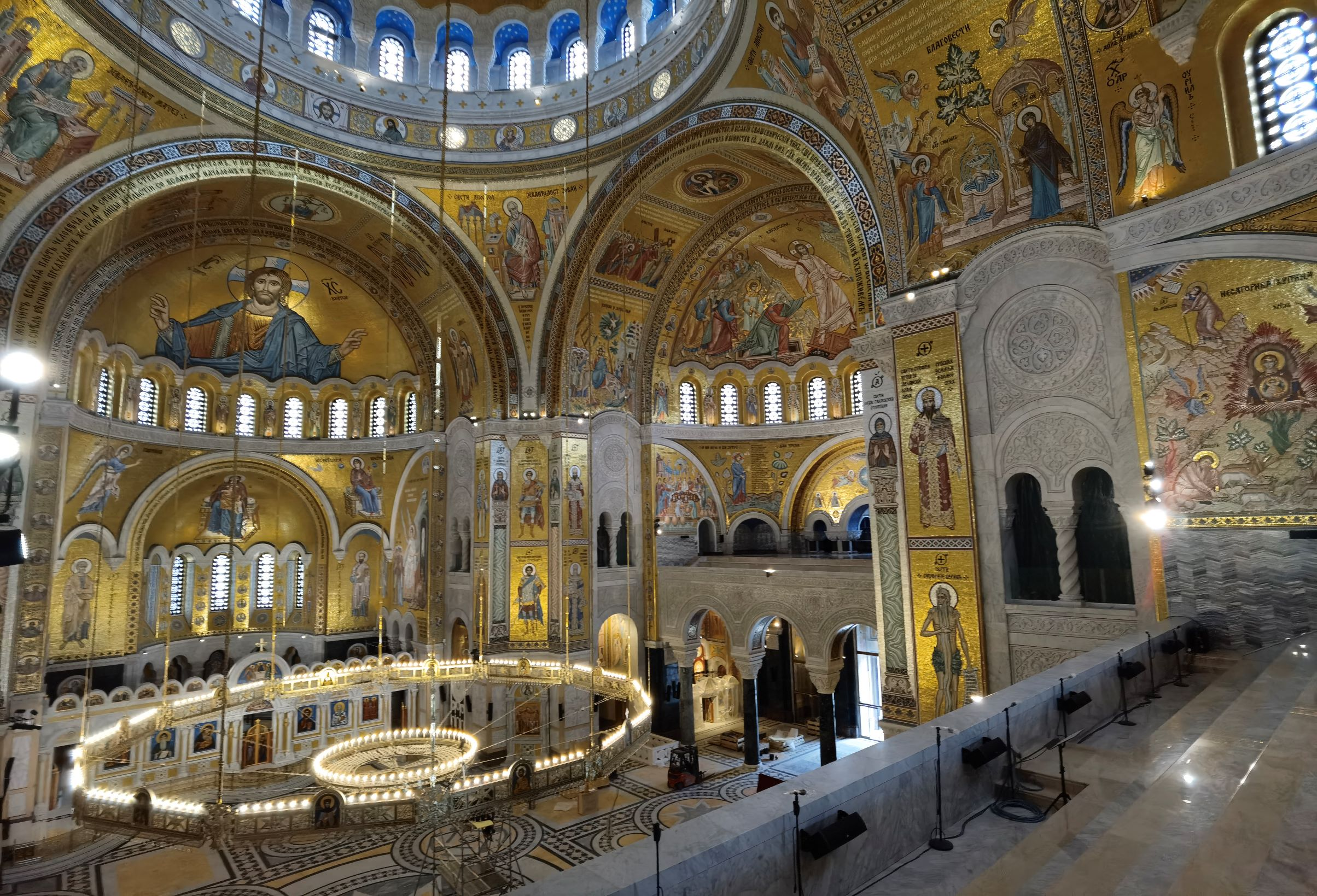
Interiören
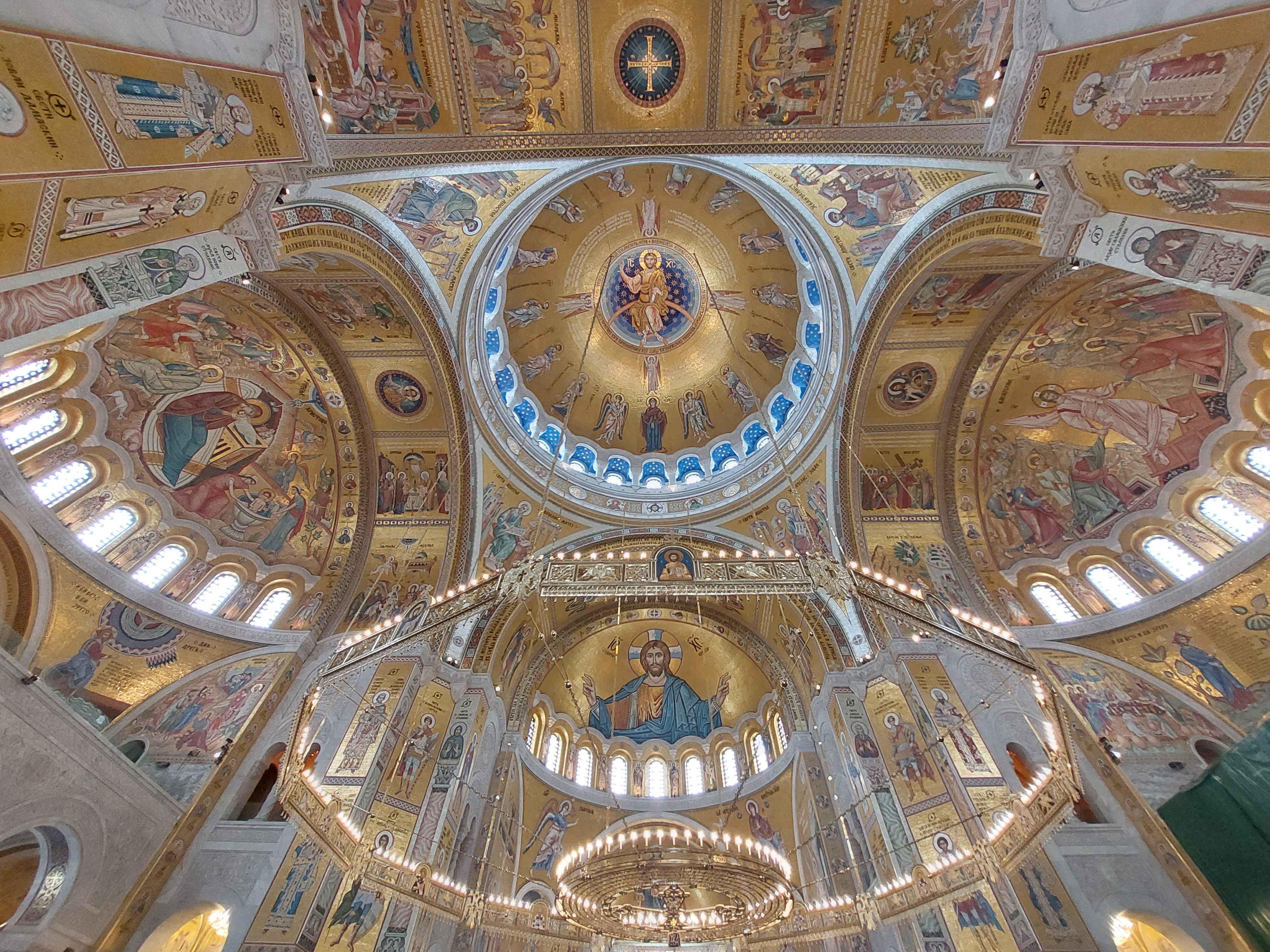
Interiören mot taket och kupolen
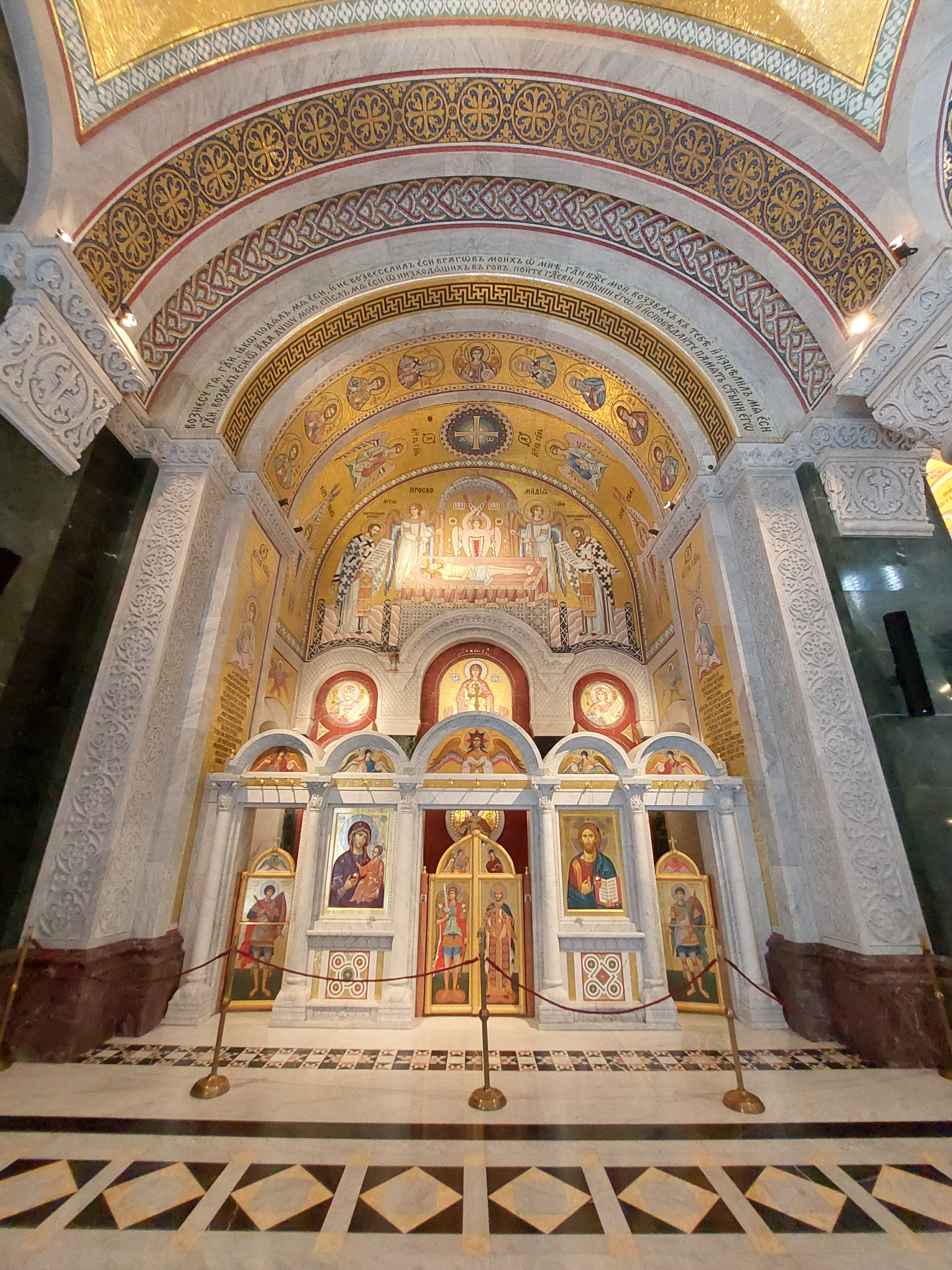
Mindre ikonostas
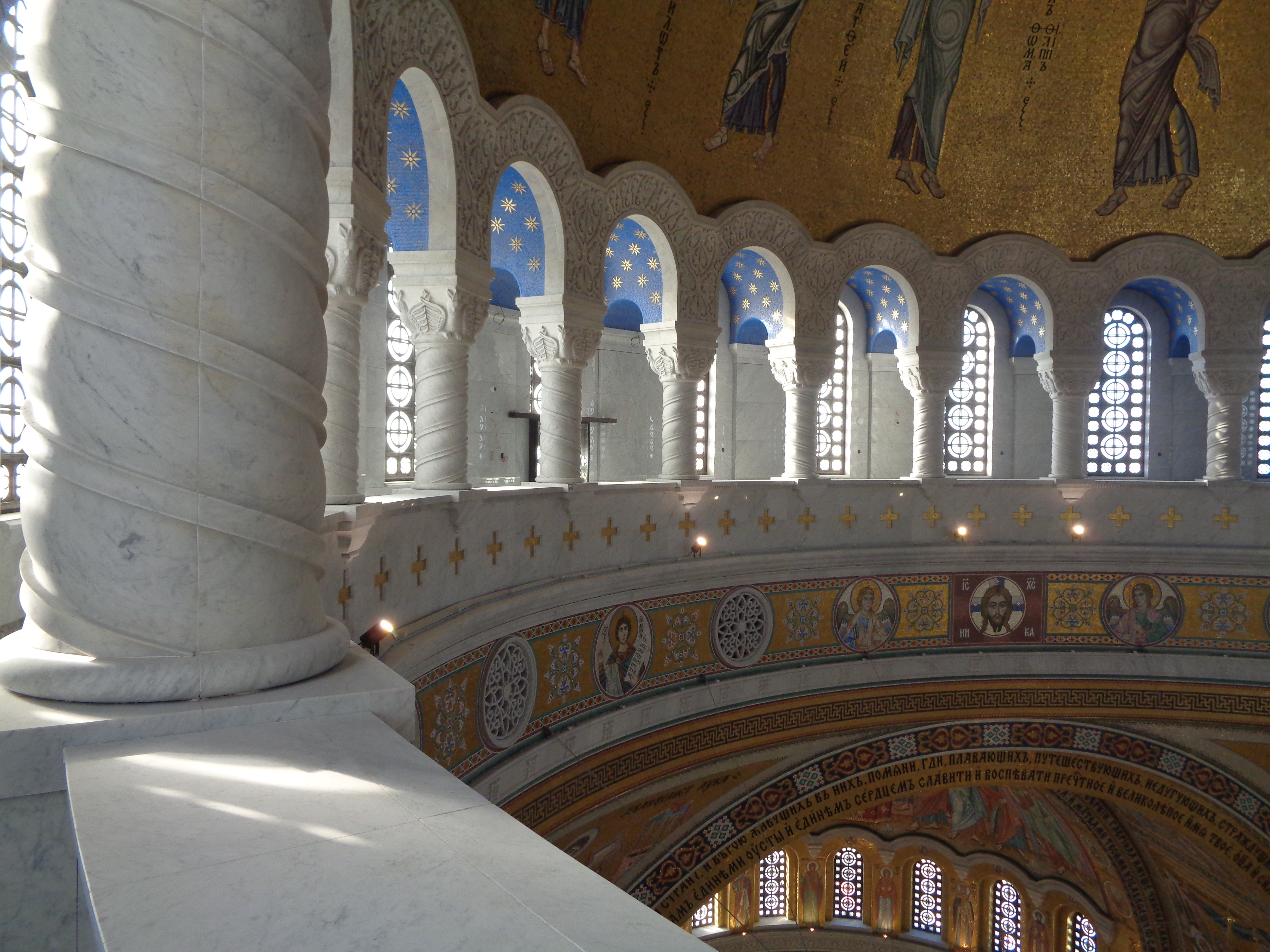
Uppe vid kupolen
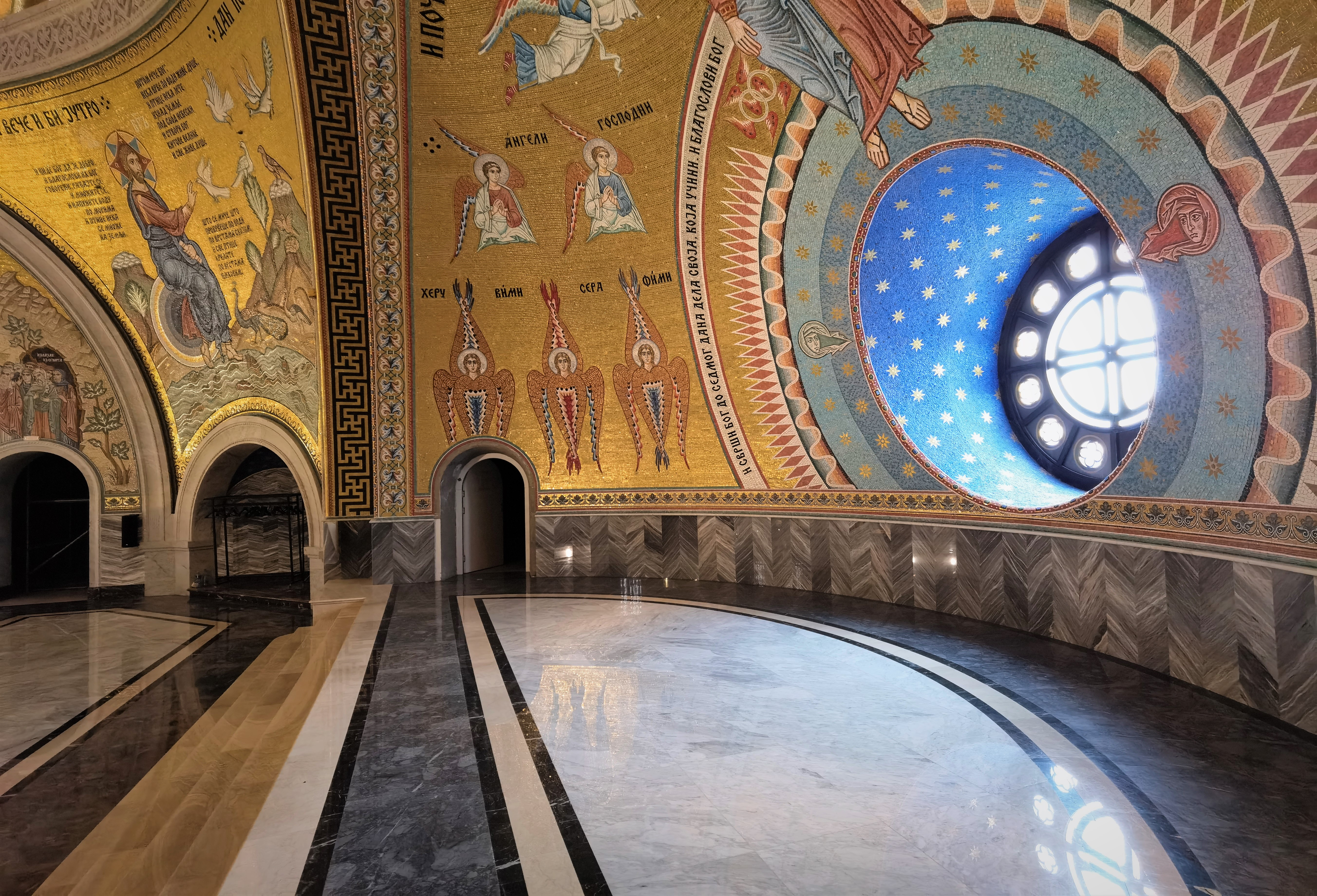
En av plattformarna där kören står och sjunger
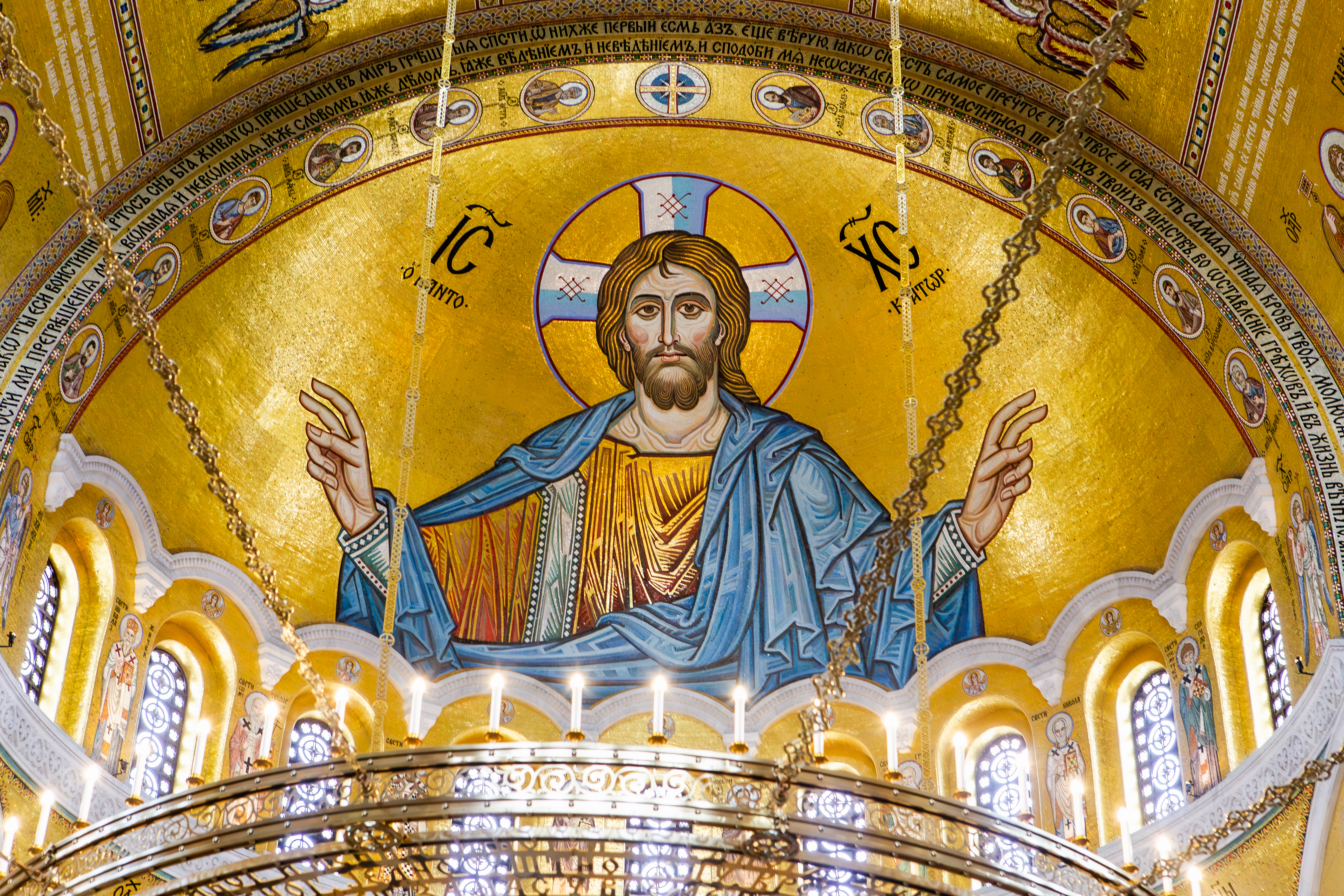
Kristus Pantokrator på insidan av en av kyrkans kupoler
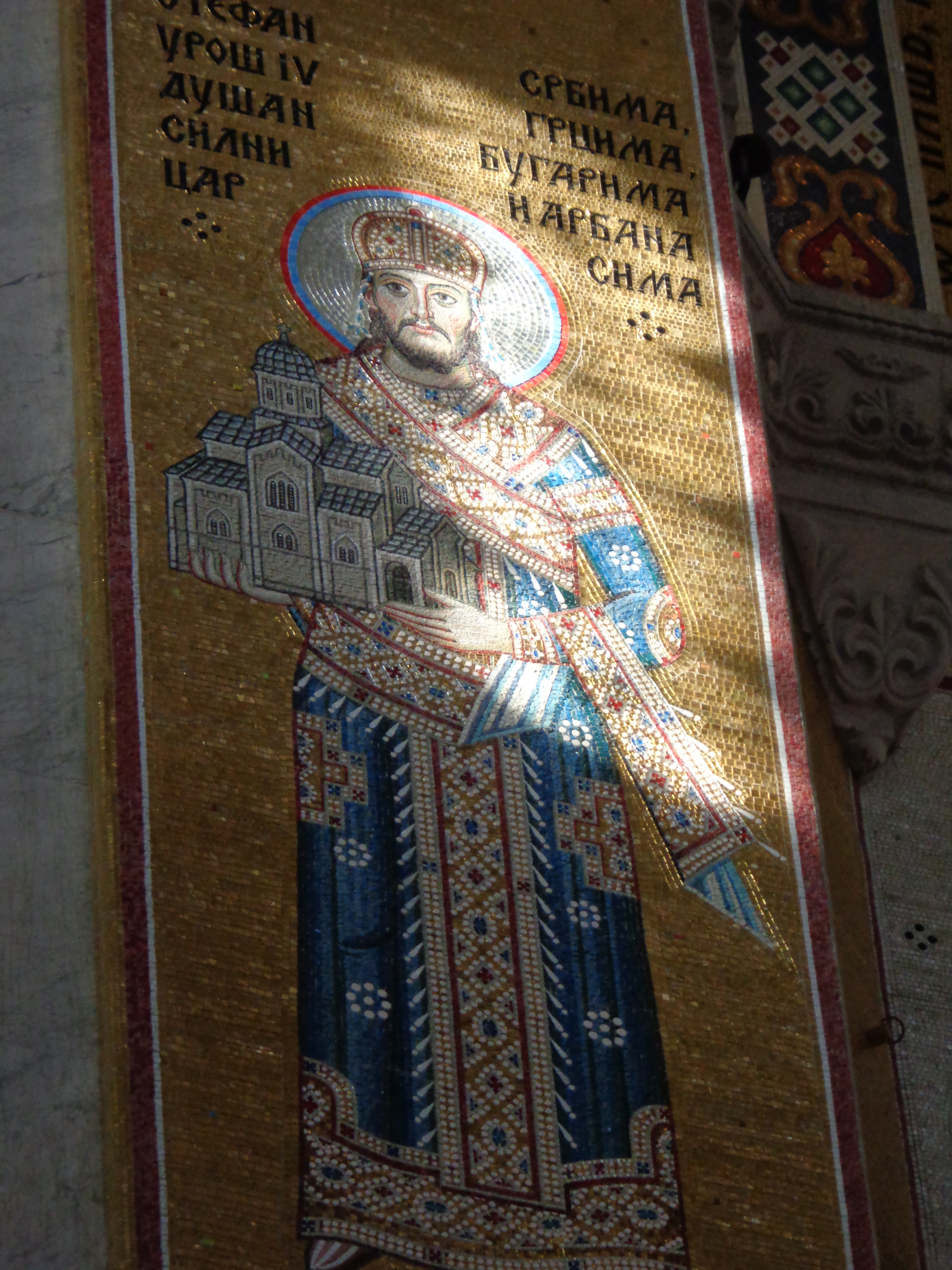
Mosaik föreställande Stefan Uroš IV Dušan
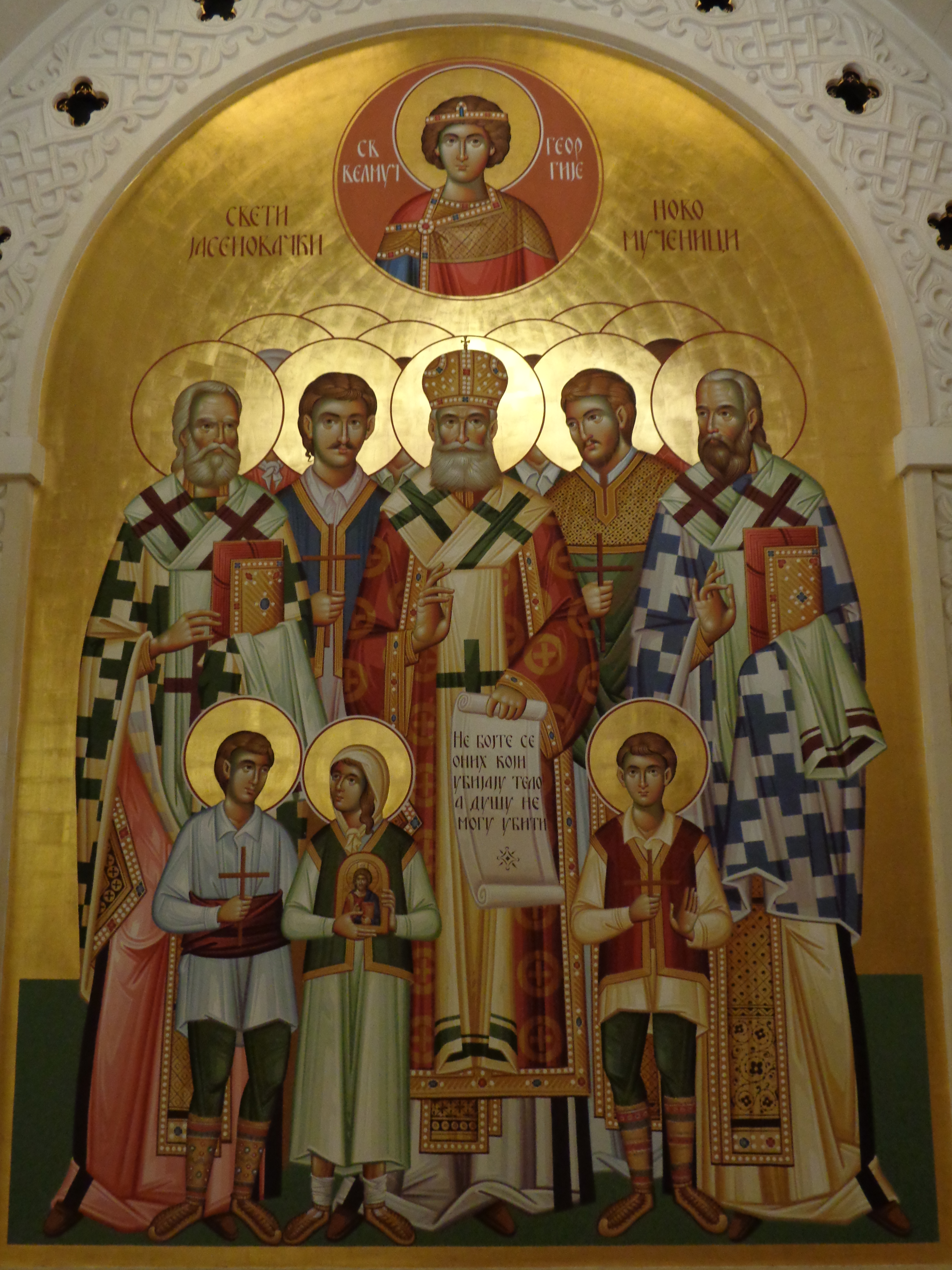
Mosaik föreställande Heliga martyrerna av Jasenovac i kryptan
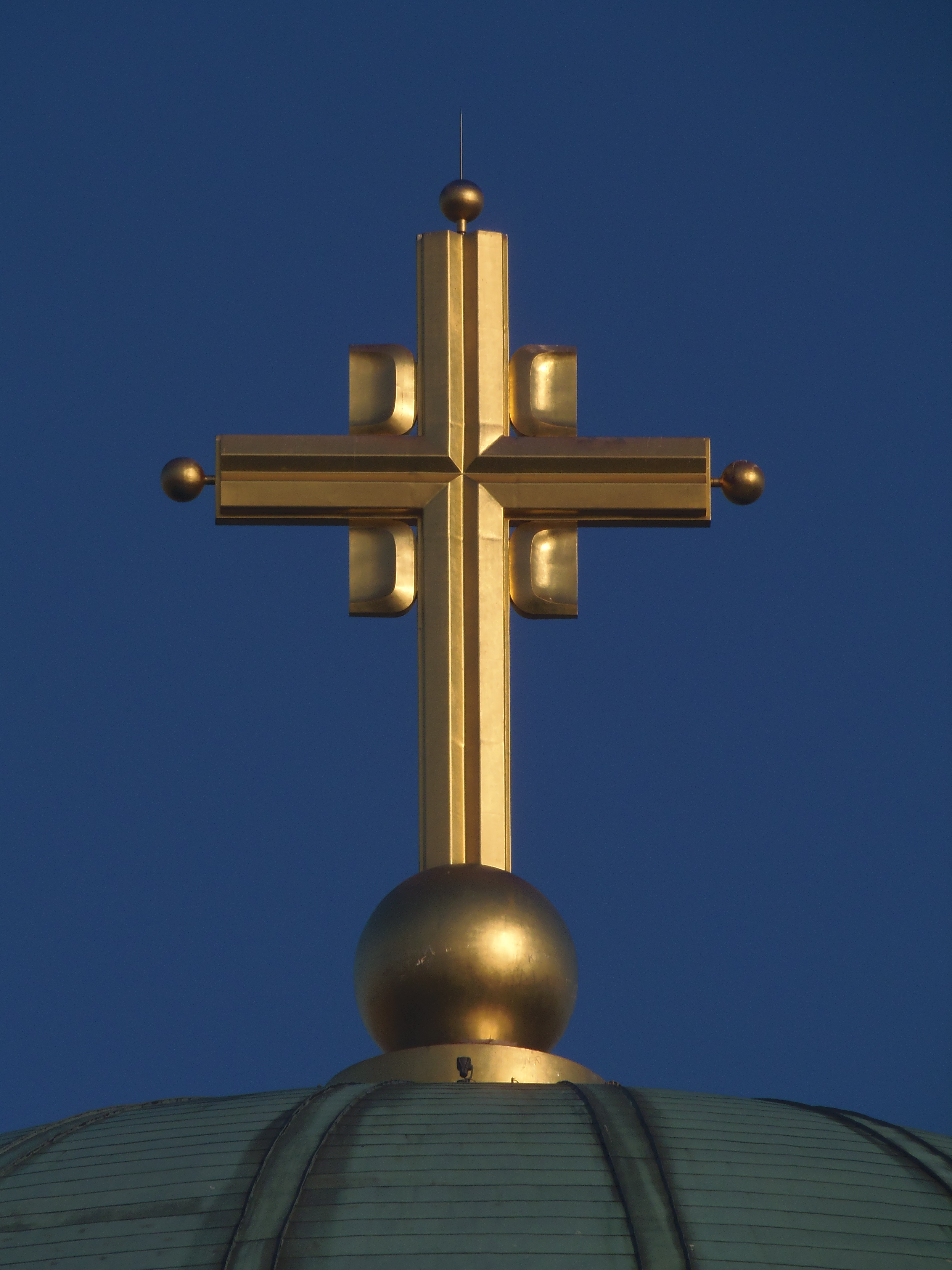
Kors på den centrala kupolen
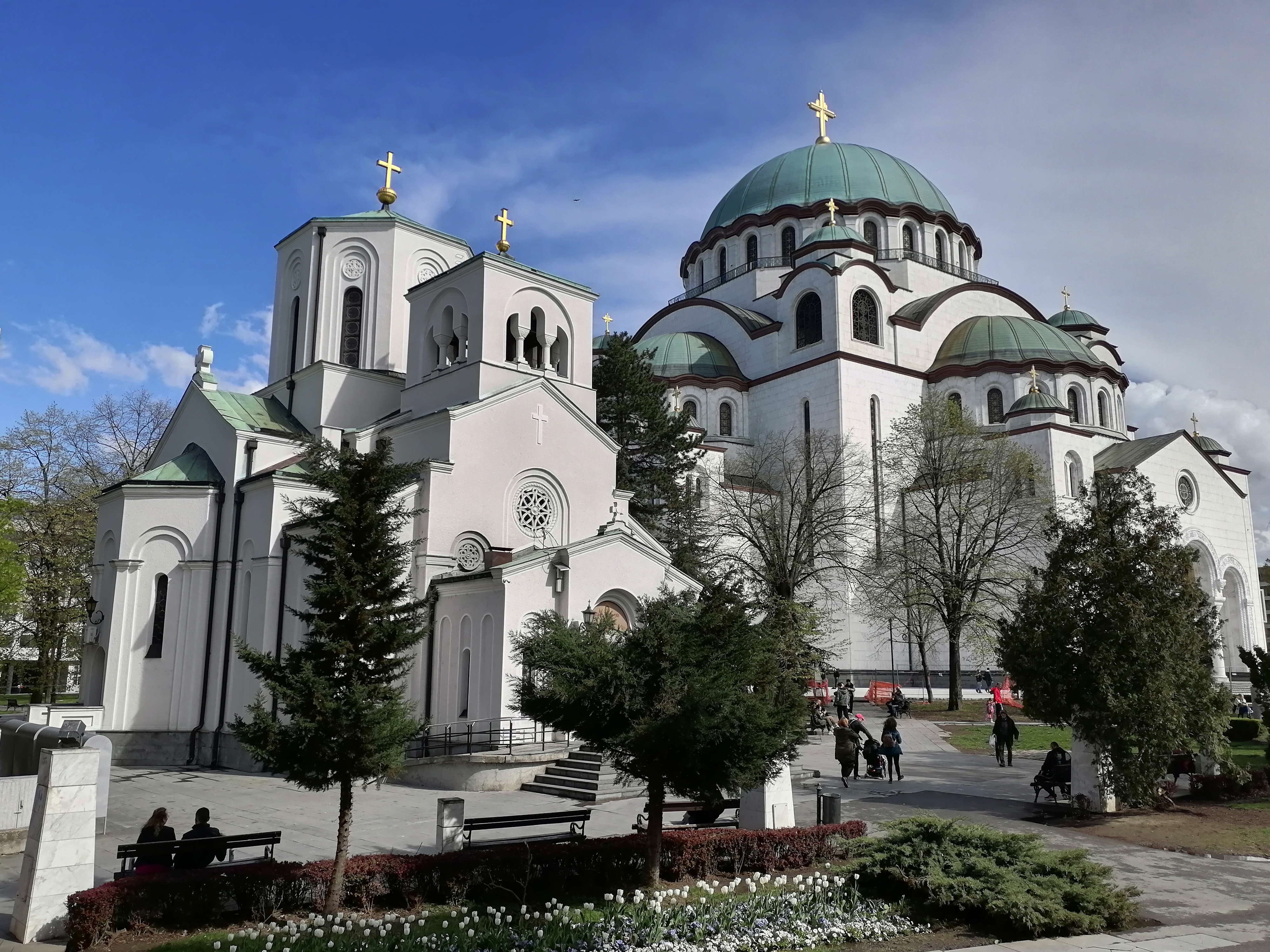
Sankt Savas kyrka med den mindre Sankt Savas kyrka i förgrunden
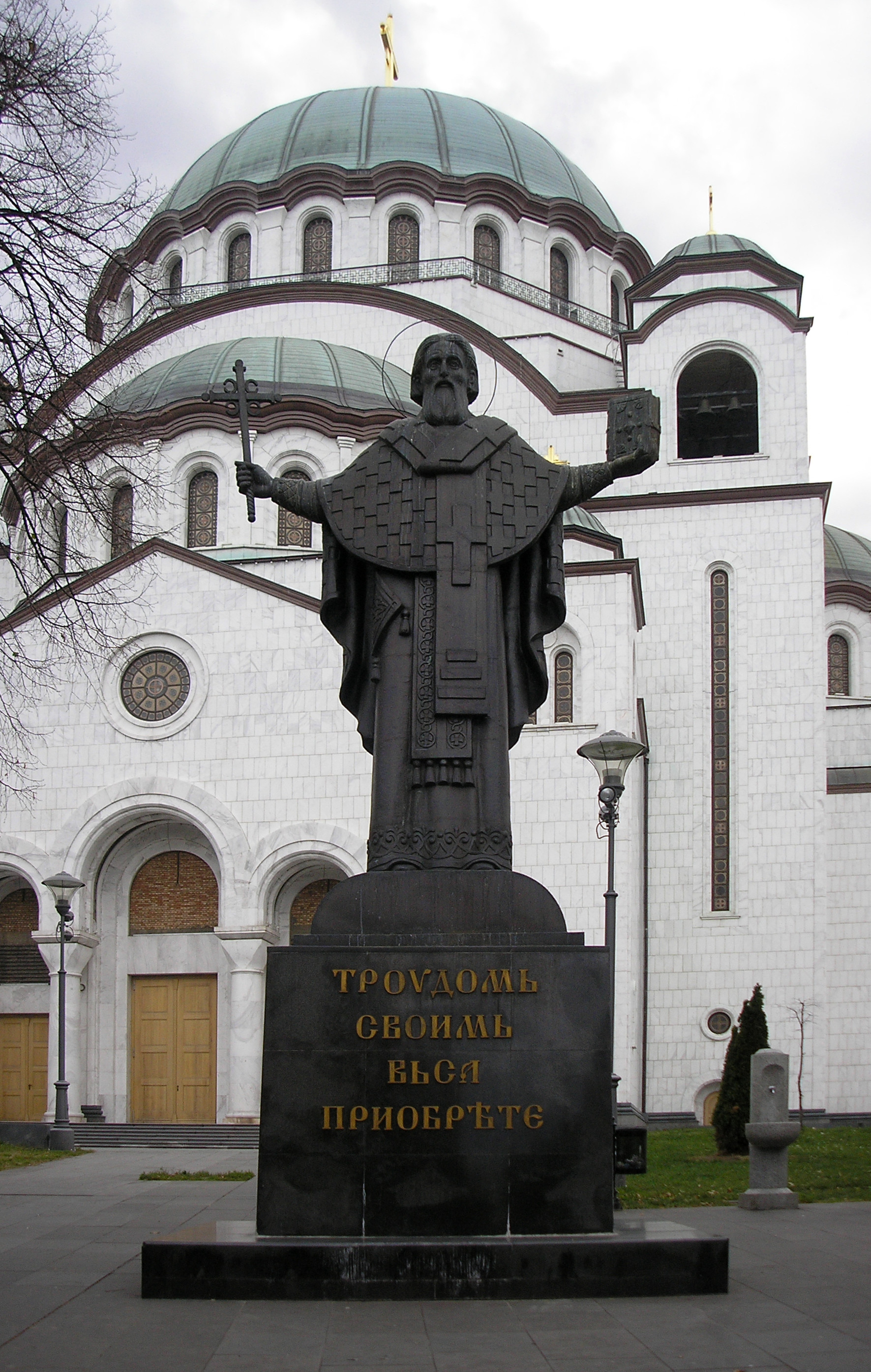
Statyn föreställande Sankt Sava
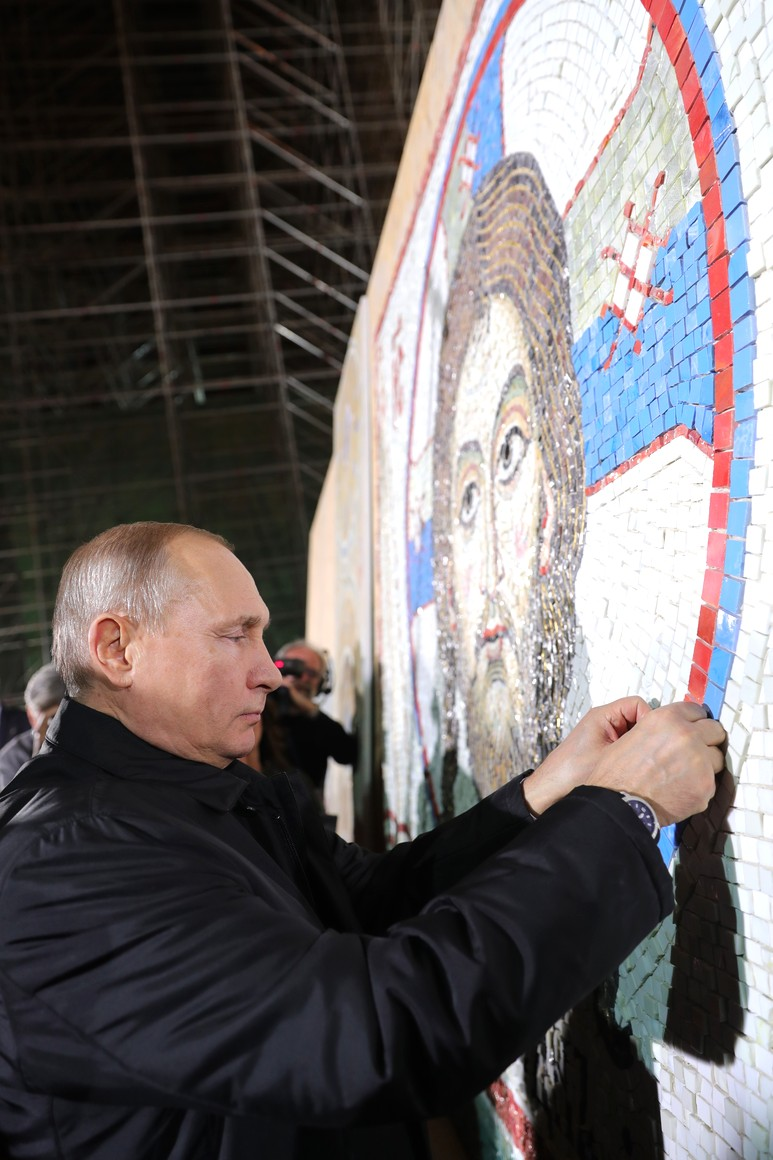
Rysslands president Vladimir Putin sätter på den sista biten på en mosaik
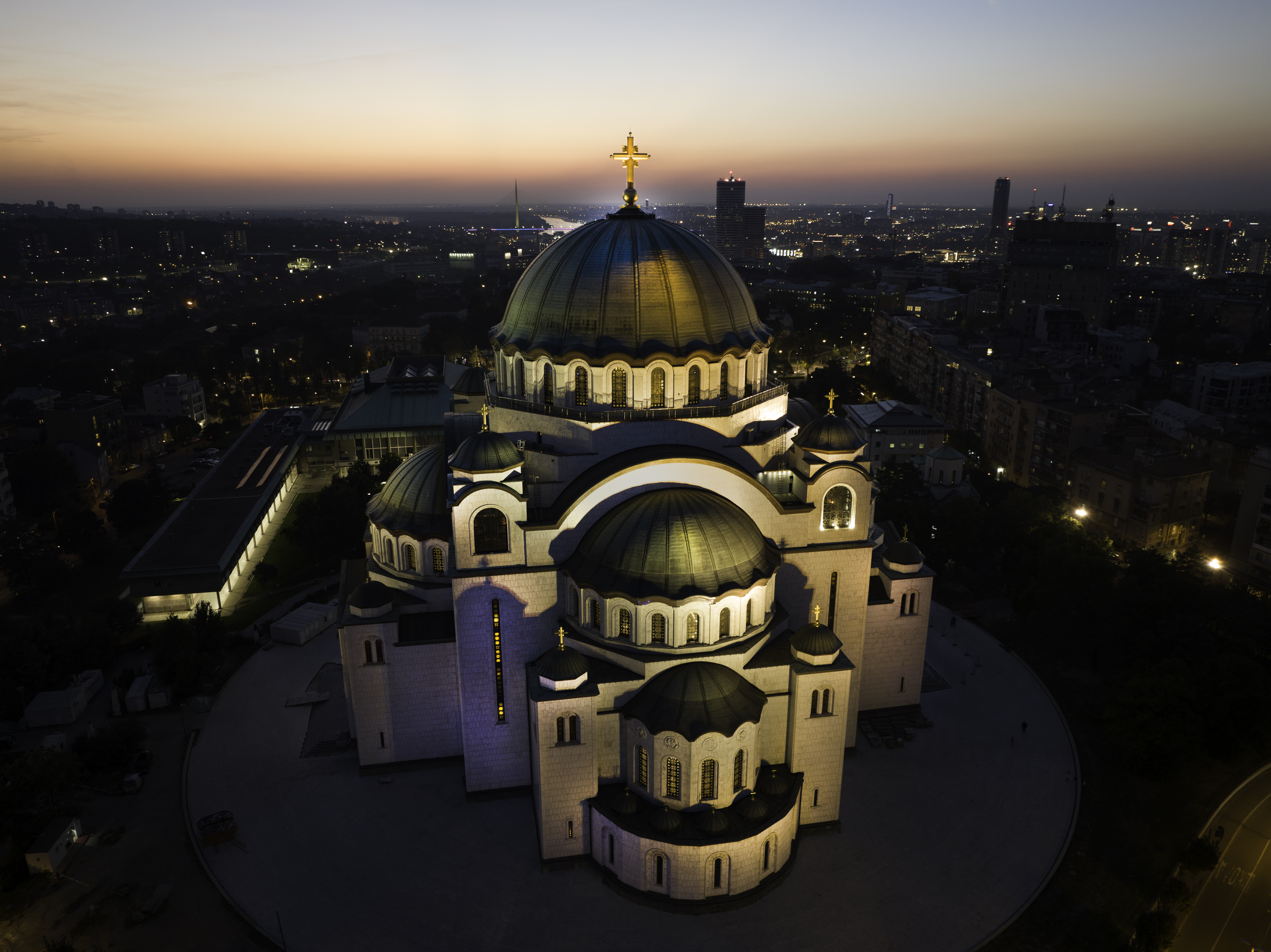
Kyrkan under kvällstid.